# LRT Televizija

Logo kanálu LRT Televizija

LRT Televizija (až do 28. července 2012 jako LTV) je první kanál litevské veřejnoprávní televize, který běží prostřednictvím společnosti Lietuvos nacionalinis radijas ir televizija od 30. dubna 1957, od 1975 v barevném vysílání. Od 22. září 2014 vysílá celodenní program.
Dříve kanál vysílal v průměru 19-20 hodin denně (od 6:00 do cca 1:00-2:00 litevského času). Kanál je k dispozici v Litvě a příhraničních oblastech sousedních zemí prostřednictvím pozemních vysílačů. Také vysílá přes satelit Sirius 4 a tak je dispozici ve východní, střední a severní Evropě.

## Galerie log

LTV (1990–1992)
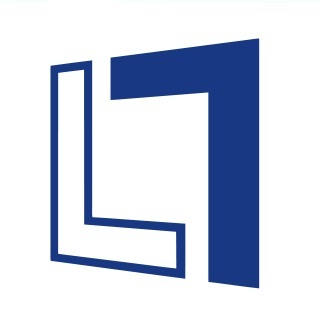
LTV (2003–2012)
LRT televizija (2012–2022)